# Zeuxine kantokeiensis
Zeuxine kantokeiensis är en orkidéart som beskrevs av Misao Tatewaki och Genkei Masamune. Zeuxine kantokeiensis ingår i släktet Zeuxine och familjen orkidéer. Inga underarter finns listade i Catalogue of Life.